# Nardia subclavata
Nardia subclavata là một loài Rêu trong họ Jungermanniaceae. Loài này được Amak. mô tả khoa học đầu tiên..